# Марсненская волость
Ма́рсненская волость (латыш. Mārsnēnu pagasts) — одна из территориальных единиц Цесисского края Латвии. Находится на северо-востоке края. Граничит с Лиепской волостью своего края, Каугурской и Бренгульской волостями Валмиерского края, Бломской и Раунской волостями Смилтенского края.
Крупнейшими населёнными пунктами волости являются сёла: Марснени (волостной центр), Марсненмуйжа, Клетниеки, Пенги, Сикули, Старти.
По территории волости протекают реки: Ли́са и Миегупе. Из крупных водоёмов — озеро Старту (13,2 га)

## История
В 1935 году площадь Марсненской волости Цесисского уезда составляла 65,92 км², при населении в 1232 жителя.
В 1945 году в Марсненинской волости были созданы Марсненский и Стартский сельские советы, находившиеся в 1945—1949 годах в составе Цесисского уезда. После отмены в 1949 году волостного деления Марсненский сельсовет входил в состав Цесисского района.
В 1954 году к Марсненскому сельсовету была присоединена территория ликвидированного Стартского сельского совета.
В 1990 году Марсненский сельсовет был реорганизован в волость. В 2009 году, по окончании латвийской административно-территориальной реформы, Марсненская волость вошла в состав Приекульского края.
В результате административно-территориальной реформы 2021 года Приекульский край был ликвидирован, а его волости вошли в состав Цесисского края.